# Sow (Familienname)
Sow ist ein in Westafrika, insbesondere im Senegal, gebräuchlicher Familienname.

## Namensträger
- Abdel Aziz Sow (* 1990), mauretanischer Fußballspieler
- Abdou Aziz Sow (* 1953), senegalesischer Politiker
- Abdou Chafi Sow (* 1989), senegalesischer Fußballspieler
- Abdou Mamadou Sow (* 1947), senegalesischer Leichtathlet
- Abdoul Salam Sow (* 1970), guineischer Fußballspieler
- Abdoulaye Sow (Basketballspieler), senegalesischer Basketballspieler
- Abdoulaye Sékou Sow (1931–2013), malischer Politiker
- Abdourahmane Sow (* 1942), senegalesischer Politiker
- Ali Sow (* 1998), kanadischer Basketballspieler
- Aliou Sow (* 1975), senegalesischer Politiker
- Alioune Sow (* 1936), senegalesischer Leichtathlet
- Alpha Oumar Sow (* 1984), senegalesischer Fußballspieler
- Alpha Oumar Sow (Fußballspieler, 1997) (* 1997), guineischer Fußballspieler
- Aminata Sow Fall (* 1941), senegalesische Schriftstellerin
- Ansou Sow (* 2000), senegalesischer Fußballspieler
- Boubacar Sow (* 1957), senegalesischer Judoka
- Cheikhou Sow (* 1998), französischer American-Football-Spieler
- Coumba Sow (* 1994), Schweizer Fußballspielerin
- Daouda Sow (Politiker) (1933–2009), senegalesischer Politiker
- Daouda Sow (Fußballspieler) (* 1978), mauretanischer Fußballspieler
- Daouda Sow (Boxer) (* 1983), französischer Boxer
- Demba Sow (* 1993), mauretanischer Fußballspieler
- Djibril Sow (* 1997), Schweizer Fußballspieler
- Ibrahima Sory Sow (* 1941), guineischer Diplomat und Politiker
- Kalidou Sow (* 1980), französischer Pokerspieler
- Karim Sow (* 2003), Schweizer Fußballspieler
- Mamadou Sow (Sportschütze) (* 1937), senegalesischer Sportschütze
- Mamadou Sow (Fußballspieler) (* 1967), senegalesischer Fußballspieler
- Mariama Sow (* 2000), guineische Schwimmerin
- Modibo Sow (* 1981), nigrischer Fußballspieler
- Moussa Sow (* 1986), senegalesischer Fußballspieler
- Noah Sow (* 1974), deutsche Hörfunkmoderatorin
- Oumou Sow (* 1970), guineische Sprinterin
- Osman Sow (* 1990), schwedisch-senegalesischer Fußballspieler^
- Oumou Sow (* 1970), guineische Sprinterinx
- Ousmane Sow (1935–2016), senegalesischer Bildhauer
- Ousmane Sow (Fußballspieler) (* 2000), senegalesischer Fußballspieler
- Pape Sow (Basketballspieler) (Pape Laye Sow; * 1981), senegalesischer Basketballspieler
- Pape Habib Sow (* 1985), französisch-senegalesischer Fußballspieler
- Rainatou Sow (* 1983), guineische Sozialunternehmerin
- Rougui Sow (* 1995), französische Weitspringerin
- Saïdou Sow (* 2002), guineisch-französischer Fußballspieler
- Samba Sow (* 1989), malischer Fußballspieler
- Sidi Sow (* 1979), mauretanischer Fußballspieler
- Sy Kadiatou Sow (* 1955), malische Politikerin
- Sylla Sow (* 1996), niederländischer Fußballspieler